# سارا اورن جوئت
سارا اورن جوئت (انگلیسی: Sarah Orne Jewett; ‏ ۳ سپتامبر ۱۸۴۹ – ۲۴ ژوئن ۱۹۰۹) نویسنده، رمان‌نویس، و شاعر سده نوزدهم و بیستم اهل ایالات متحده آمریکا بود.

## زندگی‌نامه
وی در سال ۱۸۴۹ متولد شد. وی بهترین نویسنده هوادار نهضت رنگی انگلستان نو اهل ایالت مین بود. وی به سال ۱۹۰۹ در سن ۶۰ سالگی درگذشت.

## برگزیده آثار
برخی از آثار وی عبارتنداز:
- لنگرگاه عمیق (۱۸۷۷)
- سرزمین صنوبرهای نوک‌تیز (۱۸۹۶)
- رمان ایستا
- داستان‌های انگلستان نو (۱۸۹۰)
- دوستان قدیم و جدید (۱۸۷۹)
- بیگانه‌ها و رهگذرها
- جزیرهٔ مرداب (۱۸۸۴)